# Arto Tolsa arena
Arto Tolsa arena (fi: Arto Tolsa Areena), tidigare Kotkan urheilukeskus (Kotka centralplan), är en fotbollsarena i Kotka i Kymmenedalen. Arenan byggdes till Olympiska sommarspelen 1952. Publikrekordet sattes i den olympiska fotbollsturneringen då över 10 000 åskådare såg Sovjetunionen besegra Bulgarien. Sedan invigningen har arenan fungerat som hemmaplan för KTP. Publikrekordet för ligaspel är 6 325 från säsongen 1981. Vid millennieskiftet namnändrades arenan till Arto Tolsa Areena, efter KTP:s avlidne storspelare Arto Tolsa.